# Herschel (inslagkrater)

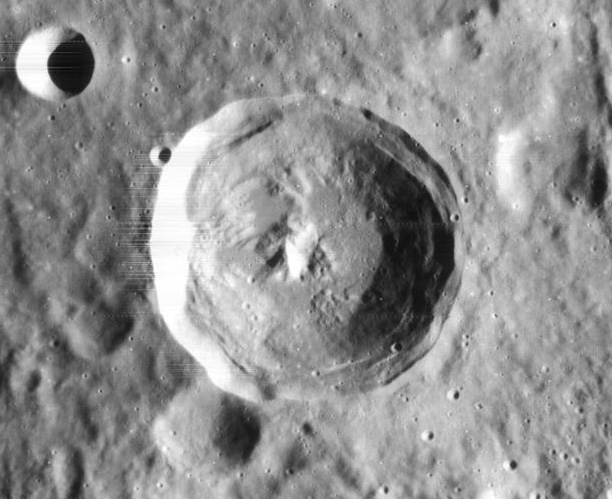
Foto door Lunar Orbiter 4. (foto NASA)

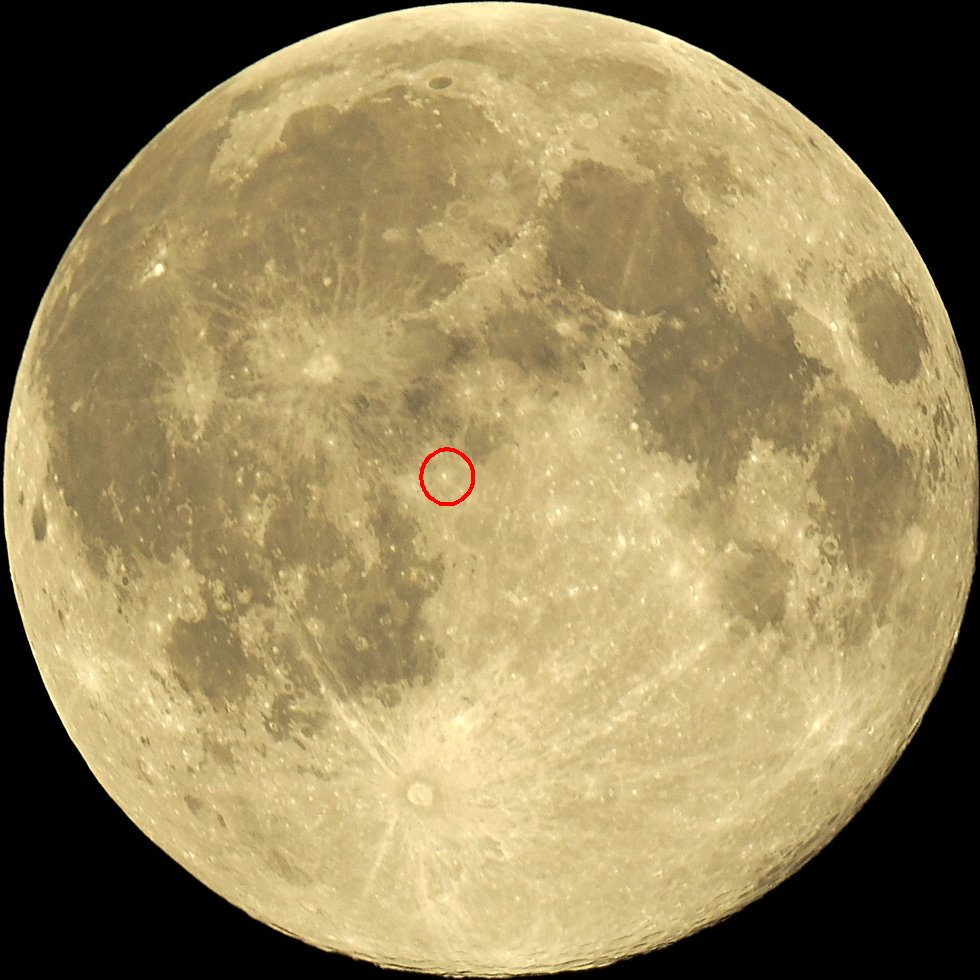
De locatie van Herschel op de maan

Herschel is een inslagkrater op de maan, net noordelijk gelegen van de walvlakte Ptolemaeus. Noordelijk bevindt zich de overstroomde krater Spörer en in het oosten de verweerde krater Gyldén. Ongeveer een kraterdoorsnede naar het noordwesten bevindt zich de walvlakte Flammarion, aan de zuidelijke rand van de Sinus Medii. Herschel heeft een doorsnede van 41 km. De krater is vernoemd naar de Britse componist, organist, muziekleraar en astronoom van Duitse afkomst William Herschel. Krater Herschel kreeg deze naam van de Duitse astronoom en selenograaf Wilhelm Gotthelf Lohrmann (1796-1840) .

## Beschrijving
De kraterrand is ruwweg rond, al is de westelijke kant recht. De rand is uitgesproken en niet noemenswaardig verweerd; de binnenmuren tonen terrassen. Op de ruwe bodem bevindt zich een opmerkelijke opheffing. Deze piek is iets westelijk van het centrum gelegen. De kleine krater Herschel G zit vast aan de zuidzuidwestelijke rand en een kratertje ligt over de zuidelijke.

## Satellietkraters
| Herschel | Breedtegraad | Lengtegraad | Doorsnede |
| -------- | ------------ | ----------- | --------- |
| C        | 5,0° ZB      | 3,2° WL     | 10 km     |
| D        | 5,3° ZB      | 4,0° WL     | 20 km     |
| F        | 5,8° ZB      | 4,4° WL     | 7 km      |
| G        | 6,5° ZB      | 2,4° WL     | 14 km     |
| H        | 6,3° ZB      | 3,4° WL     | 5 km      |
| J        | 6,4° ZB      | 4,3° WL     | 5 km      |
| N        | 5,2° ZB      | 1,1° WL     | 15 km     |
| X        | 5,3° ZB      | 2,7° WL     | 3 km      |